# 冀淑英
冀淑英（1920年—2001年），女，直隶（今河北）河间人，生于北京，中国文献学家，曾任第七、八届全国政协委员。